# Göran "Fiskarn" Johansson
Göran "Fiskarn" Johansson, född 11 oktober 1945, är en före detta svensk bandymålvakt i Lidköpingsklubben Villa Lidköping där han spelade mellan 1966 och 1983. Han spelade två SM-finaler.
Han har fyra barn tillsammans med frun Ann-Marie Johansson. Två av dem blev så småningom bandymålvakter i Villa Lidköping, Jonas och Thomas Johansson. 